# 东沙镇
东沙镇是中华人民共和国浙江省舟山市岱山县下辖的一个镇。位于岱山岛西北部。历史上，这里曾是岱山县县城所在地。目前仍是全县重要的商业和工业重镇。

## 历史

東沙鎮有「大黄鱼故里」之稱

2003年11月13日，浙江省人民政府批复同意撤销泥峙镇建制，将泥峙镇原行政区域全部及原属高亭镇的司基村划归东沙镇管辖。调整后，东沙镇辖12个行政村、7个居民区，镇政府驻地也由东沙角改迁宫门村。
2005年舟山市实行渔农村新型社区建设后，各村居又合并为4个社区。

## 旅游
- 东沙菜市场，浙江省级文物保护单位
- 汤峻故居。位于新道头。汤峻为民国《定海县志》、《岱山镇志》的主编。

## 镇内地名
| - 东沙社区 - 东沙角 - 念母岙（费家门口） - 西沙角 | - 桥头社区 - 桥头 - （桥头）后岙 - 张家湾 - 新道头 | - 泥峙社区 - 书院 - 泥峙 - 江窑 - 江窑湖 - 燕窝山 | - 司基社区 - 司基 - 小司基 |

## 中国传统村落
2012年，东沙村被评为首批“中国传统村落”。